# Ledøje Kirke
Ledøje Kirke er den eneste danske kirke opført i to etager, der hver udgør en selvstændig kirke.
Kirken er en romansk kirke opført i munkesten og kridtkvadre, mens tårnet er fra sengotisk tid.

## Eksterne kilder og henvisninger
- Ledøje Kirke hos denstoredanske.dk
- Ledøje Kirke hos KortTilKirken.dk
- Ledøje Kirke hos danmarkskirker.natmus.dk (Danmarks Kirker, Nationalmuseet)